# Сан Мамес
Сан Мамес је фудбалски стадион у Билбау (Баскија, Шпанија). Отворен је 16. септембра 2013. године као дом Атлетик Билбаоа, када је заменио стадион стари Сан Мамес. Сан Мамес је свечано отворен 102 дана након завршне утакмице на старом стадиону. У то време званични капацитет делимично завршене арене био је 35.686. Први меч је био лигашки меч одигран у 22:00 између домаћина и клуба Селте Виго, који је локални тим победио са 3:2. Присуствовало је 33.000 људи.

Стадион је опремљен софистицираним системом осветљења који се може програмирати тако да осветљава панеле на његовој фасади (које су дању беле боје) или да прикаже трепераву или покретну графику. У августу 2017. године, Атлетик Билбао је отворио свој нови клубски музеј на стадиону. 
- Осветљење ноћу
- Кров стадиона
- Фасада стадиона